# Wladimir Jurjewitsch Ossokin

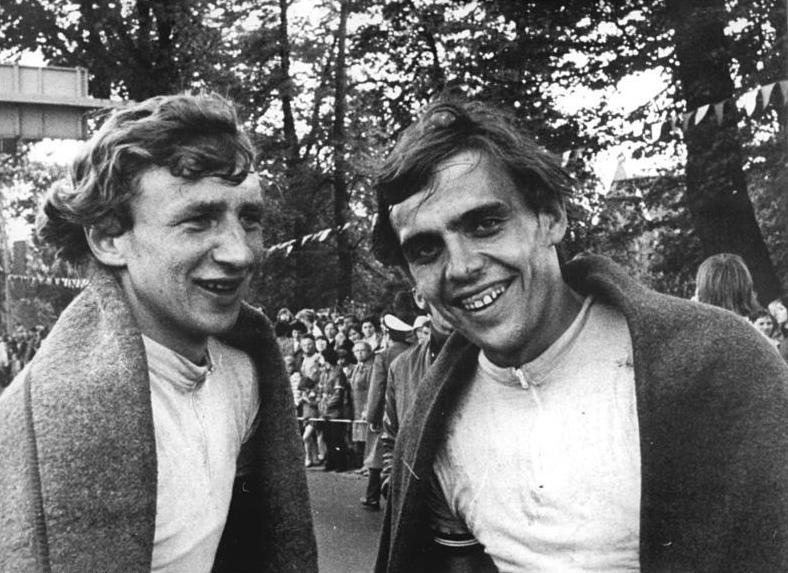
Ossokin (links) zusammen mit Juri Zajac am Rande der Friedensfahrt 1977

Wladimir Jurjewitsch Ossokin (russisch Владимир Юрьевич Осокин; * 8. Januar 1954 in Leningrad) ist ein ehemaliger sowjetischer Radrennfahrer, der 1980 Olympiasieger in der Mannschaftsverfolgung wurde.

## Karriere
Bei den UCI-Bahn-Weltmeisterschaften 1975 in Lüttich gewann Ossokin gleich zwei Silbermedaillen: Im Finale der Einerverfolgung unterlag er Thomas Huschke aus der DDR, in der Mannschaftsverfolgung unterlagen Wladimir Ossokin, Alexander Perow, Witali Petrakow und Wiktor Sokolow dem Vierer aus der Bundesrepublik Deutschland. Ein Jahr später bei den Olympischen Spielen 1976 in Montreal standen sich beide Teams erneut im Finale der Mannschaftsverfolgung gegenüber, der sowjetische Vierer, in der gleichen Besetzung wie im Vorjahr startend, unterlag erneut dem bundesdeutschen Vierer. In der Einerverfolgung belegte Ossokin den vierten Platz. Wieder unterlag er Thomas Huschke, diesmal im kleinen Finale.
1976 zeigte sich Ossokin auch als Straßenfahrer erfolgreich, er siegte in der Türkei-Rundfahrt. Bei der Friedensfahrt 1977 gewann er drei Etappen, darunter das Einzelzeitfahren in Berlin, und belegte in der Gesamtwertung den zweiten Platz. In der Mannschaftswertung der Friedensfahrt war er nach 1975 bereits das zweite Mal Mitglied der siegreichen sowjetischen Equipe. Auf der Bahn gewann von 1977 bis 1979 der Bahnvierer aus der DDR den Weltmeistertitel dreimal in Folge. Während die sowjetische Mannschaft 1977 als Viertplatzierte keine Medaille gewinnen konnte, war der Vierer 1978 in München erfolgreicher. Zusammen mit Wassili Ehrlich und Igor Pilipenko erreichten Ossokin und Petrakow das Finale gegen die DDR. 1979 setzte sich der sowjetische Vierer aus Ehrlich, Wiktor Manakow, Ossokin und Petrakow zusammen, diese vier Fahrer erreichten in Amsterdam das Weltmeisterschaftsfinale und gewannen erneut Silber hinter dem DDR-Vierer.
Bei den Olympischen Spielen 1980 in Moskau war Waleri Mowtschan für Ehrlich in den Vierer nachgerückt. Im Viertelfinale gewann der sowjetische Vierer in 4:14,64 Minuten gegen die Australier und unterbot dabei den fast zwölf Jahre alten Weltrekord, den der bundesdeutsche Vierer bei den Olympischen Spielen in Mexiko-Stadt aufgestellt hatte. Nach dem Halbfinalsieg gegen den Vierer aus der Tschechoslowakei standen die vier sowjetischen Fahrer im Finale, Gegner war der auf zwei Positionen veränderte Weltmeister aus der DDR. Der sowjetische Vierer gewann das Finale in 4:15,70 Minuten und blieb damit erneut unter dem alten Weltrekord. Ossokin startete auch in der Einzelwertung, hier belegte er diesmal den fünften Platz.